# ورد ألبرتي
ورد ألبرتي (الاسم العلمي:Rosa albertii) هو نوع من النباتات يتبع جنس الورد من الفصيلة الوردية. سمي هذا النوع نسبةً إلى عالم النبات سويسري يوهان ألبرت فون ريغيل.